# Mahmoud Zoufonoun
Mahmoud Zoufonoun (en persan : محمود ذوالفنون), né le 1er janvier 1920 à Chiraz et mort le 19 octobre 2013 en Californie, est un violoniste et compositeur iranien.

## Biographie
L'intérêt de Mahmoud Zoufonoun pour la musique a débuté après qu'il eut secrètement écouté son père, Habib Zoufonoun, jouer et enseigner le tar.
Habib Zoufonoun commença à enseigner à son fils la pratique de cet instrument dès l'âge de 8 ans. À 12 ans, Mahmoud devint lui-même un enseignant de târ, il s’intéressa alors au violon. À l'époque, comme il ne pouvait s'offrir un instrument, il entreprit de s'en fabriquer un lui-même.
Dans les années 1930, Mahmoud Zoufonoun se rendit à Chiraz où il apprit la musique d'une enseignante de clarinette. Il prit également des leçons de violon.
En 1936, âgé de 16 ans, Mahmoud Zoufonoun, sur la recommandation de son premier enseignant de violon, nommé Vaziritabar, partit pour Téhéran ou il prit des leçons avec Rouben Gregorian,.
Au début des années 1940, Mahmoud Zoufonoun commença à jouer sur "Radio Iran". En 1942, il participa à la formation de l'orchestre  "Anjomane Mooseeghee Melli" où il rencontra Rouhollah Khaleghi (qui dirigeait l'orchestre).
Mahmoud Zoufonoun travailla en tant que soliste, compositeur, arrangeur musical et chef d'orchestre au "National Radio and Television".
Il fut membre de l'orchestre "Golha" (programmes radio).
À la fin de sa carrière, il a tenté de compiler et retranscrire un ensemble de musiques régionales. Le travail est actuellement incomplet.
Après sa retraite du "National Radio and Television" en 1976, Mahmoud Zoufonoun et sa famille émigrèrent aux États-Unis. Il continua à enseigner, composer et jouer de la musique traditionnelle iranienne, la plupart du temps avec ses fils, dans le "Zoufonoun Ensemble".

## Galerie photographique

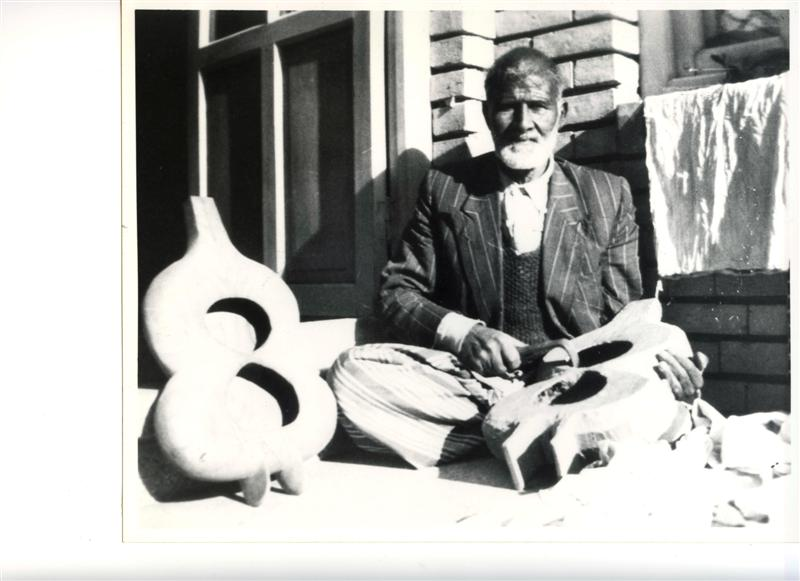
Photographie de Habib Zoufonoun (père de Mahmoud) fabriquant son propre tar.
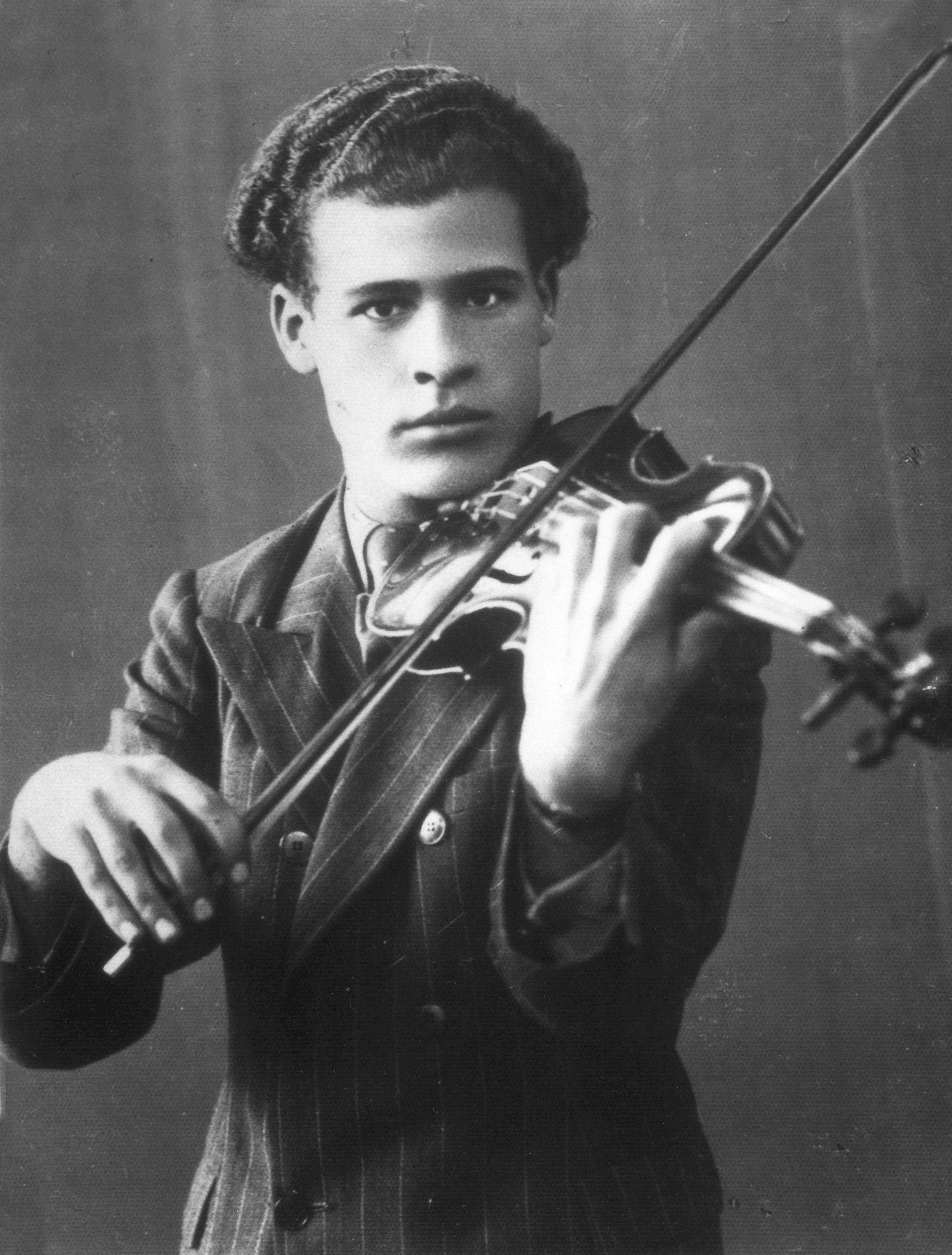
Mahmoud Zoufonoun à 20 ans, c. 1940.

## Enseignement
Mahmoud Zoufonoun a enseigné le violon jusqu'à sa mort. Il donna des leçons dans les établissements suivants : "National School for Iranian Music", "Shabaneh Adult Art School", "Institute for the Arts", l'université de Téhéran et au "Danesh-e Sarah-e Honar", avant de continuer dans son studio privé.

## Hommages
Le 20 janvier 2007, Z Venue (une association artistique à but non lucratif du Comté de Santa Clara) présenta "A Tribute to Mahmoud Zoufonoun" dans le "Palace of Fine Arts Theater", San Francisco.

## Œuvres notables
- Concerto Dashti for Symphony Orchestra
- Tareneh Bayateh Tork (Golha Orchestra ; Banan singing)
- Taraneh Mahour : "Gol-o-Zaari" (Paroles de Hafez)
- Naghd-e-Sufi : Suite in Rastpanjgah, including several original Taranehs ("Bovad-aya", "Naghd-e-Sufi", "Baba Taher")
- Faash-Mee-Gooyam : Suite in Chahargah, including original Taranehs ("Sheydaee", "Narm Narmak", "Faash-Mee-Gooyam")
- Heelat-Raha-Kon : Suite in Oshagh, including original Taraneh "Heelat-Raha-Kon"
- Anthem in Chahargah : "Vatan" (Paroles de Simin Behbahani)